# Villa Sola de Vega
Villa Sola de Vega là một đô thị thuộc bang Oaxaca, México. Năm 2005, dân số của đô thị này là 11884 người.